# De Bianchi Dottula
I de Bianchi Dottula furono una famiglia nobile italiana, creatasi nel 1790 come ramo cadetto della famiglia de Bianchi di Bologna. Portarono i titoli di barone e successivamente marchese di Montrone.

## Storia

### De Bianchi a Montrone
Il primo membro noto della famiglia de Bianchi a introdursi a Montrone è il barone Alessandro de Bianchi, che acquistò il feudo dai principi Furietti di Valenzano nel 1696. Alessandro morì tre anni dopo e gli succedette il fratello Giovanni Francesco, a cui il consiglio comunale riconobbe il diritto di esigere tasse sui mulini. Nel 1753 il barone morì e fu sostituito dal figlio Donato Maria, indicato nei registri di battesimo come Dux et utilis Dominus terrae Monteronis. Nel 1740 egli emanò un'ordinanza con la quale esigeva una tassa sui beni dei sacerdoti, offendendo sia il clero che i cittadini di Montrone. Per accattivarsi nuovamente la benevolenza della popolazione, nel 1742 fece costruire un frantoio. Donato Maria morì nel 1773.

### De Bianchi Dottula
Succedette al barone Donato Maria l'undicesimo figlio, Luigi de Bianchi, che aveva sposato Francesca Dottula, l'ultima discendente della nobile famiglia Dottula di Bari. Per questo motivo nel 1790, su richiesta di Giordano, padre di Francesca, Luigi de Bianchi unì il suo cognome a quello dei Dottula e in cambio ricevette il titolo di Marchese di Montrone. Alla morte di Luigi nel 1821, gli succedette come Marchese il figlio Giordano de Bianchi Dottula, noto politico e poeta italiano. Oltre a essere noto per antonomasia come "Marchese di Montrone", Giordano ricoprì anche il titolo di Intendente della provincia di Bari, che gli fu affidato da Ferdinando II delle due Sicilie. Prese parte, da  giovane, alla rivoluzione napoletana e alla campagna d'Italia. Giordano morì a Napoli, dove si era trasferito per motivi legati alla sua salute, nel 1846.
Dopo Giordano, la famiglia perse importanza. Suo figlio Luigi ereditò il titolo di Marchese ma non fu mai in grado di esercitare i suoi poteri. Compare in Francia nel 1869, e morì nel 1876. Fino al 1892 un cugino di Luigi, Giuseppe de Bianchi Dottula, fu arcivescovo di Trani. Gli ultimi membri noti della famiglia furono le due figlie di Luigi, la marchesa Teresa de Bianchi Dottula, morta nel 1938, e Costanza, morta nel 1943.

## Albero genealogico
Segue un albero genealogico dei Bianchi di Montrone
|                                 |                                 |                     |                     |                                                                |                                                                | | |                                                                                           |                                                                                         |                                                                                   |                                                                                   |                                                                              |                         |                     |                   |                 |                      |                                                                              |                                                                              |                   |                   |                   |        |        |                  |                  |               |               |            |            |                     |                     |
|                                 |                                 |                     |                     |                                                                |                                                                | | |                                                                                           |                                                                                         | De Bianchi di Bologna ·                                                           |                                                                                   |                                                                              |                         |                     |                   |                 |                      |                                                                              |                                                                              |                   |                   |                   |        |        |                  |                  |               |               |            |            |                     |                     |
|                                 |                                 |                     |                     |                                                                |                                                                | | |                                                                                           |                                                                                         |                                                                                   |                                                                                   |                                                                              |                         |                     |                   |                 |                      |                                                                              |                                                                              |                   |                   |                   |        |        |                  |                  |               |               |            |            |                     |                     |
|                                 |                                 |                     |                     |                                                                |                                                                | | |                                                                                           |                                                                                         |                                                                                   |                                                                                   |                                                                              |                         |                     |                   |                 |                      |                                                                              |                                                                              |                   |                   |                   |        |        |                  |                  |               |               |            |            |                     |                     |
|                                 |                                 |                     |                     |                                                                |                                                                | | |                                                                                           | Alessandro de Bianchi ? - 1699 barone di Montrone                                       | Alessandro de Bianchi ? - 1699 barone di Montrone                                 | Giovanni Francesco de Bianchi 1683 - 1753 barone di Montrone ⚭ Anna Altimari      | Giovanni Francesco de Bianchi 1683 - 1753 barone di Montrone ⚭ Anna Altimari |                         |                     |                   |                 |                      |                                                                              |                                                                              |                   |                   |                   |        |        |                  |                  |               |               |            |            |                     |                     |
|                                 |                                 |                     |                     |                                                                |                                                                | | |                                                                                           |                                                                                         |                                                                                   |                                                                                   |                                                                              |                         |                     |                   |                 |                      |                                                                              |                                                                              |                   |                   |                   |        |        |                  |                  |               |               |            |            |                     |                     |
|                                 |                                 |                     |                     |                                                                |                                                                | | |                                                                                           |                                                                                         |                                                                                   |                                                                                   |                                                                              |                         |                     |                   |                 |                      |                                                                              |                                                                              |                   |                   |                   |        |        |                  |                  |               |               |            |            |                     |                     |
|                                 |                                 |                     |                     |                                                                |                                                                | | |                                                                                           |                                                                                         | Donato Maria de Bianchi 1705 - 1773 barone di Montrone ⚭ Maria Maddalena Saracino | Donato Maria de Bianchi 1705 - 1773 barone di Montrone ⚭ Maria Maddalena Saracino | un altro figlio                                                              | un altro figlio         |                     |                   |                 |                      |                                                                              |                                                                              |                   |                   |                   |        |        |                  |                  |               |               |            |            |                     |                     |
|                                 |                                 |                     |                     |                                                                |                                                                | | |                                                                                           |                                                                                         |                                                                                   |                                                                                   |                                                                              |                         |                     |                   |                 |                      |                                                                              |                                                                              |                   |                   |                   |        |        |                  |                  |               |               |            |            |                     |                     |
|                                 |                                 |                     |                     |                                                                |                                                                | | |                                                                                           |                                                                                         |                                                                                   |                                                                                   |                                                                              |                         |                     |                   |                 |                      |                                                                              |                                                                              |                   |                   |                   |        |        |                  |                  |               |               |            |            |                     |                     |
| figlio primogenito pre 1729 - ? | figlio primogenito pre 1729 - ? | Alessandro 1729 - ? | Alessandro 1729 - ? | Maria Anna 1734* - ? ⚭ Ippazio de Marco, barone di Casamassima | Maria Anna 1734* - ? ⚭ Ippazio de Marco, barone di Casamassima | figlia 1738 - ?                                                                                              | figlia 1738 - ?                                                                                              | figlio 1740 - ?                                                                           | figlio 1740 - ?                                                                         | Giovanni 1745 - ?                                                                 | Giovanni 1745 - ?                                                                 | Maria Giuseppa 1747 - ?                                                      | Maria Giuseppa 1747 - ? | Vincenzo 1748 - ?   | Vincenzo 1748 - ? | Nicola 1749 - ? | Nicola 1749 - ?      | Luigi de Bianchi Dottula 1752- 1821 Marchese di Montrone ⚭ Francesca Dottula | Luigi de Bianchi Dottula 1752- 1821 Marchese di Montrone ⚭ Francesca Dottula | altri due figli   | altri due figli   |                   |        |        |                  |                  |               |               |            |            |                     |                     |
|                                 |                                 |                     |                     |                                                                |                                                                | | |                                                                                           |                                                                                         |                                                                                   |                                                                                   |                                                                              |                         |                     |                   |                 |                      |                                                                              |                                                                              |                   |                   |                   |        |        |                  |                  |               |               |            |            |                     |                     |
|                                 |                                 |                     |                     |                                                                |                                                                | | |                                                                                           |                                                                                         |                                                                                   |                                                                                   |                                                                              |                         |                     |                   |                 |                      |                                                                              |                                                                              |                   |                   |                   |        |        |                  |                  |               |               |            |            |                     |                     |
|                                 |                                 |                     |                     |                                                                |                                                                | Donato Maria 1770 - ?                                                                                        | Donato Maria 1770 - ?                                                                                        | Giordano de Bianchi Dottula 1772 - 1846 Marchese di Montrone ⚭ Teresa Gaetani d'Aragona   | Giordano de Bianchi Dottula 1772 - 1846 Marchese di Montrone ⚭ Teresa Gaetani d'Aragona |                                                                                   | Donato Maria 1775 - ?                                                             | Donato Maria 1775 - ?                                                        | Alessandro 1776 - ?     | Alessandro 1776 - ? | Maria 1778 - ?    | Maria 1778 - ?  | Giuseppe 1782 - 1865 | Giuseppe 1782 - 1865                                                         | Raffaele 1786 - ?                                                            | Raffaele 1786 - ? | Francesco Saverio | Francesco Saverio | Marzia | Marzia | Maria Giuseppina | Maria Giuseppina | Maria Gaetana | Maria Gaetana | Anna Maria | Anna Maria | Nicolaia Vittoriana | Nicolaia Vittoriana |
|                                 |                                 |                     |                     |                                                                |                                                                | | |                                                                                           |                                                                                         |                                                                                   |                                                                                   |                                                                              |                         |                     |                   |                 |                      |                                                                              |                                                                              |                   |                   |                   |        |        |                  |                  |               |               |            |            |                     |                     |
|                                 |                                 |                     |                     |                                                                |                                                                | | |                                                                                           |                                                                                         |                                                                                   |                                                                                   |                                                                              |                         |                     |                   |                 |                      |                                                                              |                                                                              |                   |                   |                   |        |        |                  |                  |               |               |            |            |                     |                     |
|                                 |                                 |                     |                     |                                                                |                                                                | | Luigi Francesco de Bianchi Dottula 1830 - 1876 Marchese di Montrone ⚭ Saveria Sanseverino                    | Luigi Francesco de Bianchi Dottula 1830 - 1876 Marchese di Montrone ⚭ Saveria Sanseverino | Francesco Maria 1838 - 1867                                                             | Francesco Maria 1838 - 1867                                                       | Giuseppe de Bianchi Dottula ?- 1892 Arcivescovo di Trani                          | Giuseppe de Bianchi Dottula ?- 1892 Arcivescovo di Trani                     |                         |                     |                   |                 |                      |                                                                              |                                                                              |                   |                   |                   |        |        |                  |                  |               |               |            |            |                     |                     |
|                                 |                                 |                     |                     |                                                                |                                                                | | |                                                                                           |                                                                                         |                                                                                   |                                                                                   |                                                                              |                         |                     |                   |                 |                      |                                                                              |                                                                              |                   |                   |                   |        |        |                  |                  |               |               |            |            |                     |                     |
|                                 |                                 |                     |                     |                                                                |                                                                | | |                                                                                           |                                                                                         |                                                                                   |                                                                                   |                                                                              |                         |                     |                   |                 |                      |                                                                              |                                                                              |                   |                   |                   |        |        |                  |                  |               |               |            |            |                     |                     |
|                                 |                                 |                     |                     |                                                                |                                                                | Teresa de Bianchi Dottula 1859 - 1938 Marchesa di Montrone ⚭ Giuseppe Procaccini, Marchese di Montescaglioso | Teresa de Bianchi Dottula 1859 - 1938 Marchesa di Montrone ⚭ Giuseppe Procaccini, Marchese di Montescaglioso | Costanza 1862 - 1943                                                                      | Costanza 1862 - 1943                                                                    |                                                                                   |                                                                                   |                                                                              |                         |                     |                   |                 |                      |                                                                              |                                                                              |                   |                   |                   |        |        |                  |                  |               |               |            |            |                     |                     |
|                                 |                                 |                     |                     |                                                                |                                                                | | |                                                                                           |                                                                                         |                                                                                   |                                                                                   |                                                                              |                         |                     |                   |                 |                      |                                                                              |                                                                              |                   |                   |                   |        |        |                  |                  |               |               |            |            |                     |                     |
|                                 |                                 |                     |                     |                                                                |                                                                | | |                                                                                           |                                                                                         |                                                                                   |                                                                                   |                                                                              |                         |                     |                   |                 |                      |                                                                              |                                                                              |                   |                   |                   |        |        |                  |                  |               |               |            |            |                     |                     |
|                                 |                                 |                     |                     |                                                                |                                                                | attuali Marchesi di Montrone ·                                                                               | |                                                                                           |                                                                                         |                                                                                   |                                                                                   |                                                                              |                         |                     |                   |                 |                      |                                                                              |                                                                              |                   |                   |                   |        |        |                  |                  |               |               |            |            |                     |                     |

## Discendenti di Teresa de Bianchi Dottula
Segue la discendenza di Teresa de Bianchi Dottula
|                                                                 | | | |                    |                  |                  |
|                                                                 | | | Teresa de Bianchi Dottula 1859 - 1938 Marchesa di Montrone ⚭ Giuseppe Procaccini, Marchese di Montescaglioso |                    |                  |                  |
|                                                                 | | | |                    |                  |                  |
|                                                                 | | | |                    |                  |                  |
|                                                                 | Giuseppina Procaccini 1892 - 1973 ⚭ Paolo Carrelli Palombi, Marchese di Raiano, Marchese di Montrone per jure uxoris | Giuseppina Procaccini 1892 - 1973 ⚭ Paolo Carrelli Palombi, Marchese di Raiano, Marchese di Montrone per jure uxoris | Saveria Procaccini                                                                                           | Saveria Procaccini | Maria Procaccini | Maria Procaccini |
|                                                                 | | | |                    |                  |                  |
|                                                                 | | | |                    |                  |                  |
| Francesco Carrelli Palombi 1928 - in vita? Marchese di Montrone | Francesco Carrelli Palombi 1928 - in vita? Marchese di Montrone                                                      | Arturo Carrelli Palombi 1931 - in vita? Marchese di Raiano                                                           | Arturo Carrelli Palombi 1931 - in vita? Marchese di Raiano                                                   |                    |                  |                  |
|                                                                 | | | |                    |                  |                  |
|                                                                 | | | |                    |                  |                  |
| ·                                                               | · | · | · |                    |                  |                  |